# Alexandre Sarr
Alexandre Dam Sarr (Bordeaux, 26 aprile 2005) è un cestista francese che gioca per i Washington Wizards della NBA. È alto 2,13 metri e gioca nel ruolo di centro.

## Biografia
Ha origini senegalesi. È cresciuto in una famiglia di cestisti, inizialmente a Bordeaux e poi a Tolosa. Ha iniziato a giocare a basket all'età di quattro anni.
Suo fratello è Olivier Sarr, cestista degli Oklahoma City Thunder.

## Carriera professionistica

### Overtime Elite (2021-2023)
Nel 2021, Sarr si è trasferito negli Stati Uniti per unirsi alla lega appena costituita Overtime Elite ad Atlanta, ottenendo un percorso professionale alternativo con uno stipendio minimo garantito di almeno 100.000 dollari all'anno. Ha giocato due stagioni in Overtime Elite, la prima con Team Overtime e la seconda con YNG Dreamerz. Ha ottenuto i riconoscimenti del secondo team All-OTE nel 2022-2023.

### Perth Wildcats (2023-2024)
Il 9 maggio 2023, Sarr ha firmato con i Perth Wildcats della National Basketball League australiana (NBL), unendosi alla squadra come parte del programma Next Stars per la stagione 2023-2024. È entrato nella stagione come un prospetto del draft molto atteso. Il 28 dicembre, ha subito uno stiramento all'anca in una partita contro gli Adelaide 36ers e successivamente ha perso le successive quattro settimane. Il 27 gennaio 2024, ha stabilito un nuovo record in carriera, segnando 18 punti e cinque stoppate in una vittoria per 103-91 contro i South East Melbourne Phoenix. Ha concluso la stagione con medie di 9,4 punti, 4,3 rimbalzi, 1,5 stoppate e 0,9 assist in 17 minuti a partita, aiutando Perth a raggiungere le semifinali play-off della NBL.

### NBA (2024-presente)
Il 12 aprile 2024, Sarr ha annunciato di essersi dichiarato per il draft NBA 2024; la sua partecipazione è stata confermata dalla NBA il 2 maggio.
Il 26 giugno, è stato selezionato con la seconda scelta assoluta dai Washington Wizards nel draft NBA 2024. È stata la scelta più alta dei Wizards in 14 anni. Sarr è stato scelto insieme ai connazionali francesi Zaccharie Risacher (selezionato dagli Atlanta Hawks con la prima scelta assoluta) e Tidjane Salaün (scelto dai Charlotte Hornets con la sesta scelta), rendendo la Francia la prima nazione straniera ad avere almeno tre giocatori nativi selezionati nei primi 10 posti di qualsiasi draft NBA.

## Carriera nella squadra nazionale
Nel 2021, Sarr ha debuttato con la nazionale giovanile francese e ha aiutato la squadra a vincere i FIBA U16 European Challengers. Ha contribuito a far guadagnare alla Francia il bronzo alla Coppa del Mondo FIBA U17 del 2022 e l'argento alla Coppa del Mondo FIBA U19 del 2023.

## Statistiche

### Overtime Elite
| Anno      | Squadra      | PG | PT | MP   | TC%  | 3P%  | TL%  | RP  | AP  | PRP | SP  | PP   |
| --------- | ------------ | -- | -- | ---- | ---- | ---- | ---- | --- | --- | --- | --- | ---- |
| 2022-2023 | YNG Dreamerz | 23 | -  | 24,5 | 47,2 | 25,5 | 66,0 | 6,1 | 1,9 | 1,1 | 1,1 | 10,0 |
| Carriera  | Carriera     | 23 | -  | 24,5 | 47,2 | 25,5 | 66,0 | 6,1 | 1,9 | 1,1 | 1,1 | 10,0 |

### NBA

#### Regular Season
| Anno      | Squadra       | PG | PT | MP   | TC%  | 3P%  | TL%  | RP  | AP  | PRP | SP  | PP   |
| --------- | ------------- | -- | -- | ---- | ---- | ---- | ---- | --- | --- | --- | --- | ---- |
| 2024-2025 | Wash. Wizards | 67 | 67 | 27,1 | 39,4 | 30,8 | 67,9 | 6,5 | 2,4 | 0,7 | 1,5 | 13,0 |
| Carriera  | Carriera      | 67 | 67 | 27,1 | 39,4 | 30,8 | 67,9 | 6,5 | 2,4 | 0,7 | 1,5 | 13,0 |

### NBL
| Anno      | Squadra        | PG | PT | MP   | TC%  | 3P%  | TL%  | RP  | AP  | PRP | SP  | PP  |
| --------- | -------------- | -- | -- | ---- | ---- | ---- | ---- | --- | --- | --- | --- | --- |
| 2023-2024 | Perth Wildcats | 24 | -  | 17,2 | 52,0 | 29,8 | 71,4 | 4,4 | 0,9 | 0,5 | 1,3 | 9,7 |
| Carriera  | Carriera       | 24 | -  | 17,2 | 52,0 | 29,8 | 71,4 | 4,4 | 0,9 | 0,5 | 1,3 | 9,7 |

## Palmarès
- NBA All-Rookie First Team (2025)